# قرار مجلس الأمن التابع للأمم المتحدة رقم 1600
قرار مجلس الأمن التابع للأمم المتحدة رقم 1600، المتخذ بالإجماع في 4 أيار / مايو 2005، بعد الإشارة إلى القرارات السابقة بشأن الحالة في كوت ديفوار (ساحل العاج)، ولا سيما القرارات 1528 (2004) و1572 (2004) و1584 (2005) و1594 ( 2005)، مدد المجلس ولاية عملية الأمم المتحدة في كوت ديفوار حتى 4 يونيو 2005.
وأعاد مجلس الأمن تأكيد دعمه لاتفاق ليناس - ماركوسي وتنفيذه بالكامل. وأثنى على الاتحاد الأفريقي والجماعة الاقتصادية لدول غرب أفريقيا والقوات الفرنسية لما تبذله من جهود من أجل تعزيز تسوية سلمية في كوت ديفوار، لكنه أشار إلى التحديات القائمة التي تواجه استقرار البلد وتهديده للسلم والأمن الدوليين في المنطقة.
عملا بالفصل السابع من ميثاق الأمم المتحدة، تم تمديد ولاية بعثة الأمم المتحدة في كوت ديفوار إلى جانب الإذن الممنوح للجماعة الاقتصادية لدول غرب أفريقيا والقوات الفرنسية العاملة في البلاد لمدة شهر واحد. وحث الأطراف الإيفوارية على العمل من أجل إيجاد حل دائم للأزمة، لا سيما من خلال الوساطة التي يقودها الاتحاد الأفريقي بواسطة رئيس جنوب أفريقيا السابق ثابو مبيكي، والتي أشاد بها المجلس.
أخيرًا، رحب المجلس بالإعلان الصادر عن الرئيس الإيفواري لوران غباغبو بأن جميع المرشحين المختارين من قبل الأطراف في اتفاق ليناس - ماركوسي سيكونون مؤهلين للرئاسة.

## روابط خارجية
- نص القرار في undocs.org